# Bassano
Bassano is een plaats (town) in de Canadese provincie Alberta. De plaats telt 1345 inwoners (2006).
Het dorp ligt aan de Canadian Pacific Railway. Iets ten zuiden ervan ligt een stuwdam: de 'Bassano Dam' (oorspronkelijk 'Horse Shoe Bend Dam' geheten). Deze dam houdt water vast dat gebruikt wordt voor irrigatie en drinkwater.